# لویس بنر
لویس وِندْلَند بَنر (انگلیسی: Lois Wendland Banner؛ زادهٔ ۱۹۳۹) نویسندهٔ آمریکایی و استاد بازنشستهٔ تاریخ از دانشگاه کالیفرنیای جنوبی است.
بنر دکترای فلسفه خود را از دانشگاه کلمبیا دریافت کرد. او نویسندهٔ کتاب درسی زنان در آمریکای مدرن: تاریخچه مختصر است که معمولاً در کلاس‌های مقدماتی مطالعات زنان در سطح دانشگاهی مورد استفاده قرار می‌گیرد. بنر در تأسیس کنفرانس تاریخ‌نگاران زنان برکشایر در دانشگاه راتگرز در سال ۱۹۷۳ نیز نقش داشته‌است.
او نویسندهٔ زندگی‌نامهٔ مارگارت مید، روث بندیکت و مریلین مونرو است.

## منتخب آثار
- زنان در آمریکای مدرن: تاریخچه مختصر، ۱۹۷۴. به نقل از ورلدکت، این کتاب در ۱۷۱۵ کتابخانه حضور داشته‌است[۲]
- الیزابت کدی استانتون: رادیکالی برای حقوق زنان. ناشران ادیسون-وسلی، ۱۹۷۹. به نقل از ورلدکت، این کتاب در ۱۹۹۰ کتابخانه حضور داشته‌است[۲]
- زیبای آمریکایی، آلفرد کناف، ۱۹۸۳. به نقل از ورلدکت، این کتاب در ۱۴۳۸ کتابخانه حضور داشته‌است[۲]
- در جستجوی فران: تاریخ و حافظه در زندگی دو زن، انتشارات دانشگاه کلمبیا، ۱۹۹۸.
- غرق در گل: زنان پیر، قدرت و جنسیت، آلفرد کناف، ۱۹۹۲.
- زندگی‌های در هم تنیده: مارگارت مید، روث بندیکت و حلقه آن‌ها، آلفرد کناف، ۲۰۰۳. به نقل از ورلدکت، این کتاب در ۹۱۱ کتابخانه حضور داشته‌است[۲]
- ام‌ام-شخصی: از بایگانی خصوصی مرلین مونرو، آبرامز، ۲۰۱۱. به نقل از ورلدکت، این کتاب در ۲۳۸ کتابخانه حضور داشته‌است[۲]
- مریلین: اشتییاف و پاردوکس، بلومزبری ایالات متحده، ۲۰۱۲: شابک ‎۹۷۸۱۶۰۸۱۹۵۳۱۲. به نقل از ورلدکت، این کتاب در ۱۳۰۸ کتابخانه حضور داشته‌است[۲]